# Anton Bankič (duhovnik)
Anton Bankič, slovenski rimskokatoliški duhovnik, * 6. maj 1865, Tarčet pri Podbonescu, † 10. oktober 1945, Tarčet.

## Življenje in delo
Anton Bankič (tudi Banchig) se je  rodil v slovenski družini očetu Petru Bankiču in materi Marijani Urbančič v Tarčetu. Malo semenišče in bogoslovje je obiskoval v Vidmu, zadnja dva letnika pa v Gorici. Posvečen je bil 17. avgusta 1890 v Trstu. Po posvetitvi je ves čas služboval v Trstu. Dve leti (1890-1892) je bil kaplan pri Sv. Jakobu, nato devet let (1892-1901) katehet na osnovni šoli v ulici Stare mitnice (Bariera Vecchia), od 1901 do 1931, ko je zaradi bolezni stopil v pokoj, pa katehet na meščanski šoli v ulici Giuseppe Parini. Bil je prijatelj Ivana Trinka in častni konzistoralni (latin. consistorium = posvetovalnica) svetnik tržaške škofije.